# Laila Lalami
Pour les articles homonymes, voir Alami.
Laila Lalami (arabe ليلى العلمي ), née en 1968 à Rabat au Maroc, est une romancière maroco-américaine
et enseignante à l'université de Californie à Riverside.

## Biographie
En 1991, après avoir obtenu une licence en littérature anglo-saxonne de l'université Mohammed V de Rabat, Lalami a reçu une bourse du British Council pour étudier en Grande-Bretagne. Après avoir obtenu une maîtrise en linguistique à l'University College de Londres, elle retourne au Maroc et travaille comme journaliste pour le journal de langue française Al Bayane, où elle couvre des événements politiques et culturels, et écrit une chronique hebdomadaire. Elle déménage ensuite à Los Angeles et, plus tard, obtient un Ph.D. en linguistique de l'université de Californie du Sud.
Lalami est passée à la rédaction en anglais en 1996. Elle a publié des critiques littéraires et des essais politiques dans le Boston Globe, Boston Review, The Los Angeles Times, The Guardian, The Nation, The New York Times, The Washington Post et ailleurs.
Son premier roman, Hope and Other Dangerous Pursuits, a été publié en 2005 et a depuis été traduit en cinq langues. Son second roman, Secret Son, a été publié en 2009 et a été nommé pour le Orange Prize en Grande-Bretagne. Son dernier roman, The Moor’s Account, se base sur l’histoire vraie de Mustafa Zemmouri, connu sous le nom d’Estevanico, un esclave marocain qui devint le premier explorateur noir d’Amérique du Nord. Encensé par la critique littéraire américaine, The Moor’s Account a été finaliste pour le Prix Pulitzer en 2015.
Lalami a reçu de nombreuses bourses et subventions, notamment la bourse Fulbright et la bourse Guggenheim. Elle est actuellement professeur titulaire de création littéraire à l'université de Californie.
En France Laila Lalami est peu connue si ce n'est par son roman De l’espoir et d’autres quetes dangereuses, paru aux éditions Anne Carrière en 2007.

## Œuvres
- De l'espoir et autres quêtes dangereuses, Anne Carrière, 2007 ((en) Hope and Other Dangerous Pursuits, 2005), trad. Catherine Pierre-Bon, 205 p.  (ISBN 978-2-84337-376-3)
- (en) Secret Son, 2009
- (en) The Moor's Account, 2014
- Les Autres Américains, Christian Bourgois, 2020 ((en) The Other Americans, 2019), trad. Aurélie Tronchet, 512 p.  (ISBN 978-2-267-03263-5)
- (en) The Dream Hotel, 2025

## Prix et reconnaissances
- 2015 : finaliste du prix Pulitzer pour son roman The Moor's Account
- 2019 : nomination aux National Book Award pour son roman Les Autres Américains
- 2019 : nomination au Kirkus Prize[12] pour son roman Les Autres Américains